# Ventouxman
Le Ventouxman est le nom d'une compétition de triathlon créée en 2015, qui se déroule dans le département de Vaucluse en France au mois de septembre. L’épreuve  propose aux triathlètes une compétition longue distance (XL) sur des parcours de 2 km de natation en eau vive, 90 km de vélo se terminant par l'ascension du mont Ventoux par son versant le plus difficile, pour finir par un semi-marathon sur route et chemin. Cette compétition du circuit longue distance, se classe dans les étapes de montagne avec des difficultés importantes inhérentes à la topographie des parcours. 

## Historique

### 2015 - 2018

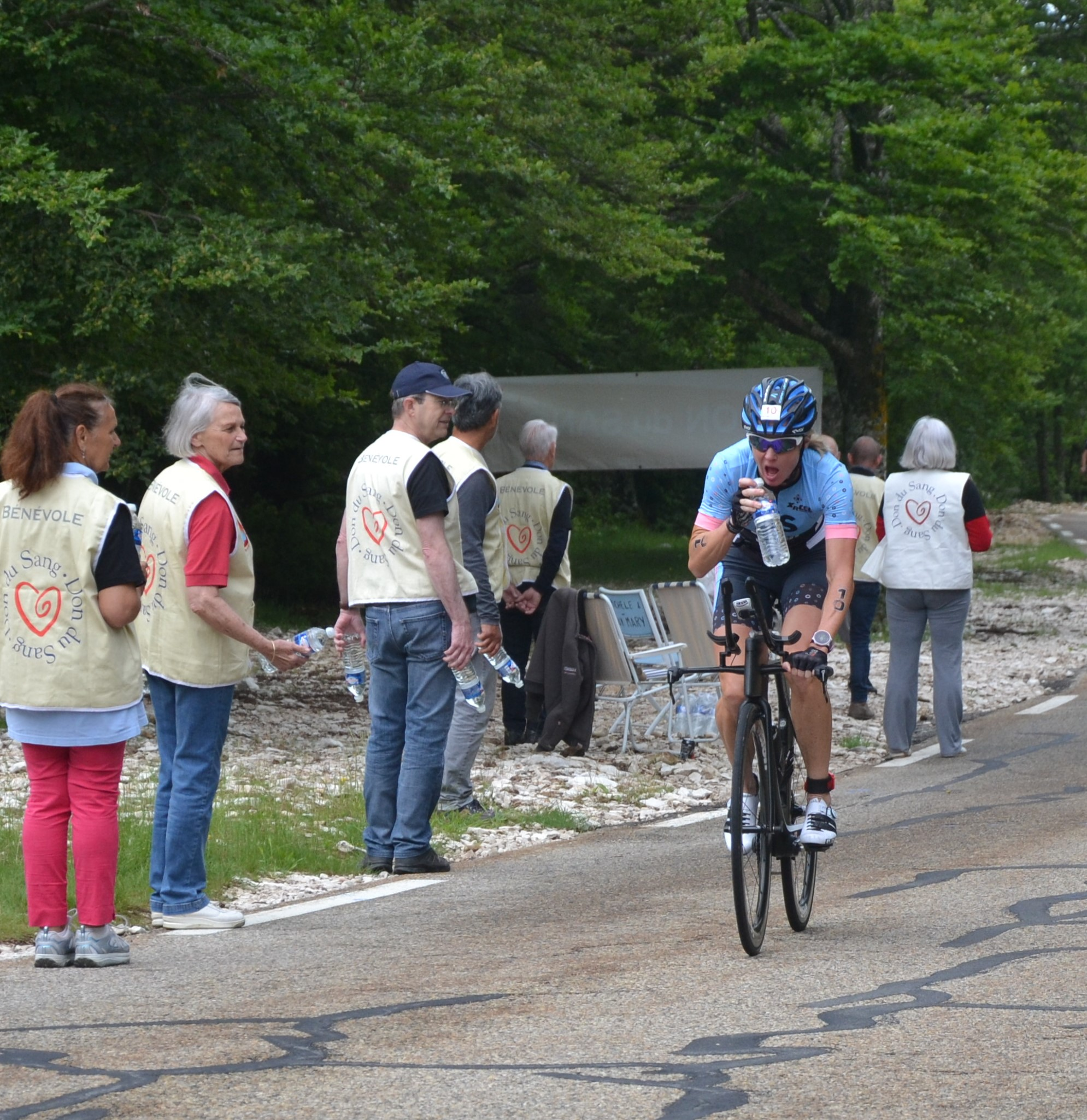
Ventouxman 2018 - Carrie Lester lauréate 2018 et 2019.

Le Ventouxman est créé en 2015 par Charles Doussot et Jean-François Ribet. Les deux coorganisateurs imaginent la compétition en 2014 et mettent en œuvre la première édition qui se déroule en 2015. Six cents triathlètes ont rapidement répondu à ce nouveau défi qui est remporté par les Français Benoit Bigot pour les hommes et Maïté Lecouty pour les femmes et se court sous une météo caniculaire. L'édition 2016 qui connaît aussi une forte affluence affiche complet avec un millier de triathlètes dont le multiple vainqueur de l'Embrunman et de l'Ironman France, l'Espagnol Marcel Zamora. Mais cette édition est annulée pour cause de météorologie orageuse et d'un temps trop dégradée sur le mont Ventoux. Cette annulation plonge l'organisation dans des difficultés financières importante. Cette annulation porte également atteinte au moral des organisateurs et bénévoles qui voient le travail d'une année réduit à néant. Les organisateurs décident de poursuivre malgré tout la compétition et propose l'épreuve pour 2017 en ayant pris soin de prévoir un parcours de repli, au cas ou la météo empêcherait de nouveau l’ascension du mont. Cette édition se déroule comme prévu, elle est un succès qui s’internationalise avec la victoire de la Britannique Emma Pooley et de d'Espagnol Erik Merinos venus relever le défi. 1 000 autres compétiteurs sont également au départ et participent au sucés de l'édition.
En 2018, la course s'inscrit dans la continuité de l'année précédente pour assurer la stabilisation de l’événement, la limite est fixée à 1 000 dossards. Cette édition est de nouveau remportée par des élites internationales, l'Australienne Carrie Lester et son compagnon l'Américain Scott De Filippis inscrivent leurs noms au palmarès de l'épreuve qui s'encre dans le calendrier des courses longues distances.

### 2019
L'édition 2019, 5e de son histoire est en grande partie reconditionnée. Partant d'un sondage effectué sur internet qui affiche une nette préférence pour une épreuve en septembre au lieu de juin, à une période ou les disponibilités des triathlètes sont plus importantes et les conditions météorologiques moins incertaines pour l’accès au mont Ventoux, l'organisation valide cette proposition et organise sa nouvelle édition pour le 15 septembre. Cette dernière fait aussi le choix de quitter le plan d'eau de Piolenc pour le lac de Girardes à Lapalud, le site offrant plus d'espace ainsi que des conditions d’accessibilité et de confort plus importantes pour les compétiteurs et le public accompagnant. L'association organisatrice décide également de déléguer l'organisation générale à la société Extra Sports, spécialisée dans les évènements sportifs de masse. La société confie la direction de ce projet à Tom Pagani qui prit part au lancement de l'Alpsman en 2016.
Les épreuves se voit donc modifiées en conséquence sans que les distances diffèrent. Avec une partie natation en deux boucles permettant une sortie dite « à l'australienne » offrant un spectacle plus dynamique aux spectateurs. Seuls les trente premiers kilomètres du parcours vélo utilisent un nouveau tracé pour rejoindre comme dans les précédentes éditions, la ville de Bedoin ou démarre l'ascension du mont Ventoux. La course à pied typée trail et connue pour ses aspects cassants reste inchangée, elle se déroule à la station du mont Serein ou se termine l'épreuve. 
Cette édition qui rassemble plus de 1 000 compétiteurs de 24 nationalités différentes est remportée par le Français William Mennesson qui s'impose en 5 h 2 min 40 s, récent vainqueur de l’Embrunman, il confirme son arrivée dans l'élite du triathlon longue distance. L’Australienne Carrie Lester victorieuse de l'édition 2018 conserve son titre avec trente secondes d'avance sur la Française Jeanne Collonge qui réalise un grand retour au plus haut niveau et une autre Française spécialiste des longues distances et des épreuves de montagne, Charlotte Morel.

## Palmarès

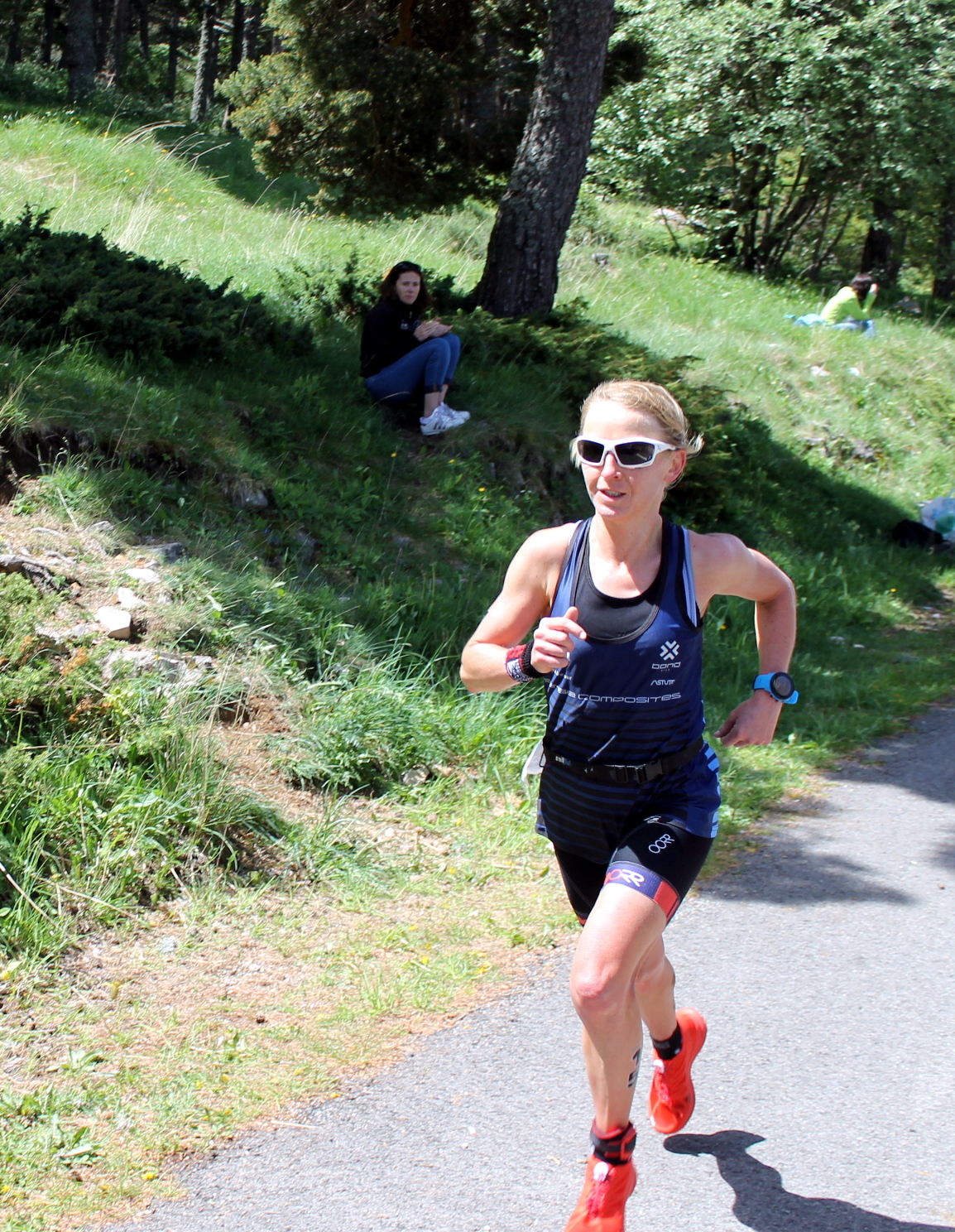
Emma Pooley lauréate du Ventouxman 2017

| Année | Médaille d'or                       | Médaille d'or                       | Médaille d'argent                   | Médaille d'argent                   | Médaille de bronze                  | Médaille de bronze                  |
| Année | Triathlète                          | Temps                               | Triathlète                          | Temps                               | Triathlète                          | Temps                               |
| ----- | ----------------------------------- | ----------------------------------- | ----------------------------------- | ----------------------------------- | ----------------------------------- | ----------------------------------- |
| 2024  | Anthony Roux                        | 5 h 4 min 56 s                      | Théo Debard                         | 5 h 8 min 52 s                      | Clément Lalba                       | 5 h 10 min 32 s                     |
| 2022  | Théo Debard                         | 4 h 55 min 27 s                     | Thomas Lemaître                     | 5 h 4 min 14 s                      | Erik Merino                         | 5 h 5 min 25 s                      |
| 2021  | Pierre Rufaut                       | 5 h 16 min 48 s                     | Jens Roth                           | 5 h 23 min 23 s                     | Bastien Crété                       | 5 h 30 min 19 s                     |
| 2020  | Thomas Huwiler                      | 3 h 29 min 31 s                     | Adrien Briffod                      | 3 h 30 min 17 s                     | Étienne Diemunsch                   | 3 h 31 min 4 s                      |
| 2019  | William Mennesson                   | 5 h 2 min 40 s                      | Joan Ruvireta Brufau                | 5 h 3 min 31 s                      | Thomas Navarro                      | 5 h 9 min 2 s                       |
| 2018  | Scott De Filippis                   | 5 h 7 min 28 s                      | Erik Merino                         | 5 h 9 min 25 s                      | Thomas Huwiler                      | 5 h 9 min 47 s                      |
| 2017  | Erik Merino                         | 5 h 6 min 20 s                      | Christian Kramer                    | 5 h 8 min 39 s                      | Kevin Runstadler                    | 5 h 13 min 36 s                     |
| 2016  | Épreuve annulée pour cause de météo | Épreuve annulée pour cause de météo | Épreuve annulée pour cause de météo | Épreuve annulée pour cause de météo | Épreuve annulée pour cause de météo | Épreuve annulée pour cause de météo |
| 2015  | Benoit Bigot                        | 5 h 8 min 41 s                      | Christophe Bétard                   | 5 h 11 min 52 s                     | Sébastien Boujenah                  | 5 h 16 min 46 s                     |

| Année | Médaille d'or                       | Médaille d'or                       | Médaille d'argent                   | Médaille d'argent                   | Médaille de bronze                  | Médaille de bronze                  |
| Année | Triathlète                          | Temps                               | Triathlète                          | Temps                               | Triathlète                          | Temps                               |
| ----- | ----------------------------------- | ----------------------------------- | ----------------------------------- | ----------------------------------- | ----------------------------------- | ----------------------------------- |
| 2024  | Caroline Livesey                    | 6 h 10 min 49 s                     | Julie Reghem                        | 6 h 32 min 8 s                      | Eleisa Haag                         | 6 h 34 min 56 s                     |
| 2022  | Jeanne Collonge                     | 5 h 36 min 49 s                     | Aurélia Boulanger                   | 5 h 47 min 11 s                     | Sophie Herzog                       | 5 h 57 min 36 s                     |
| 2021  | Olivia Aubenas                      | 6 h 47 min 22 s                     | Estelle Molas                       | 7 h 2 min 10 s                      | Celine Ferrara                      | 7 h 3 min 34 s                      |
| 2020  | Inès Van der Linden                 | 3 h 59 min 42 s                     | Carla Dahan                         | 4 h 25 min 26 s                     | Candice Mizon                       | 4 h 30 min 2 s                      |
| 2019  | Carrie Lester                       | 5 h 37 min 31 s                     | Jeanne Collonge                     | 5 h 37 min 51 s                     | Charlotte Morel                     | 5 h 45 min 6 s                      |
| 2018  | Carrie Lester                       | 5 h 41 min 26 s                     | Alice Meigné                        | 5 h 48 min 11 s                     | Bénédicte Perron                    | 6 h 5 min 55 s                      |
| 2017  | Emma Pooley                         | 5 h 42 min 28 s                     | Isabelle Ferrer                     | 6 h 1 min 17 s                      | Emma Bilham                         | 6 h 4 min 31 s                      |
| 2016  | Épreuve annulée pour cause de météo | Épreuve annulée pour cause de météo | Épreuve annulée pour cause de météo | Épreuve annulée pour cause de météo | Épreuve annulée pour cause de météo | Épreuve annulée pour cause de météo |
| 2015  | Maïté Lecouty                       | 6 h 12 min 39 s                     | Delphine Vivet                      | 6 h 14 min 55 s                     | Gabriella Brien                     | 6 h 23 min 58 s                     |

## Parcours
Le parcours du Ventouxman s'inscrit dans la catégorie des triathlons longues distances. Depuis 2019, l'épreuve de natation en eau libre, départ de la compétition, se déroule au lac de Girardez à Lapalud. L'épreuve longue de deux kilomètres se réalise en deux boucles de un kilomètre avec une sortie d'eau sur les berges avant d'entamer la seconde boucle, sortie dite à l'australienne. La première transition s'effectue sur ce site. Les années précédentes la partie natation s'effectuait dans le plan d'eau de Piolenc en une seule boucle de deux kilomètres. La partie cycliste diffère peu des années précédentes avec une étape de 90 kilomètres de vélo avec 2 300 mètres de dénivelé. Le tracé commence par environ 35 kilomètres d'un parcours roulant sans grandes difficultés avant d'approcher le mont Ventoux par la montée du col de Champ Paga en traversant le village de La Roque-Alric, puis par la route du col de la Madeleine en direction de Bedoin ou démarre l’ascension du « Geant de Provence ». Le parcours se termine après le franchissement du sommet pour aboutir à la station de mont Serein ou se déroule la seconde transition. L'ultime épreuve de course à pied, propose de réaliser 20 kilomètres en quatre boucles de cinq kilomètres, typé trail pour 80 % du parcours avec 100 mètres de dénivelé positif par tour.